# Mohamad Kduh
Mohamad Dżalal Kduh (arab. محمد جلال قدوح; ur. 10 lipca 1997 w Jarunie) – libański piłkarz grający na pozycji napastnika w klubie Al-Zawraa, do którego jest wypożyczony z Al Ahed oraz reprezentacji Libanu.

## Kariera
Mohamad Kduh zaczynał karierę w klubie Al Ahed w 2018 roku. W 2019 wygrał Puchar AFC. Z drużyny był wielokrotnie wypożyczany. Grał m.in. w Bashundhara Kings czy Amanat Bagdad. Obecnie przebywa na wypożyczeniu w Al-Zawraa.
W dorosłej reprezentacji Libanu zadebiutował 30 lipca 2019 przeciwko Irakowi. Pierwszą bramkę zdobył 8 sierpnia tego samego roku w meczu z Jemenem.